# Arabischer Frühling
| QS Ereignisse | Dieser Artikel wurde aufgrund von inhaltlichen Verbesserungsmöglichkeiten auf der Qualitätssicherungsseite des WikiProjekts Ereignisse eingetragen. Dies geschieht, um die Qualität der Artikel aus diesem Themengebiet auf ein höheres Niveau zu bringen. Bitte hilf mit, die inhaltlichen Lücken oder Probleme dieses Artikels zu beseitigen, und beteilige dich an der Diskussion! |  |

Arabischer Frühling (arabisch الربيع العربي, DMG ar-Rabīʿ al-ʿArabī) oder auch Arabellion bezeichnet eine Serie von Protesten, Aufständen und Revolutionen in der arabischen Welt, die Anfang der 2010er Jahre stattfanden. Diese richteten sich, beginnend mit der Revolution in Tunesien, in etlichen Staaten im Nahen Osten (Maschrek/Arabische Halbinsel) und in Nordafrika (Maghreb und Ägypten) gegen die dort autoritär herrschenden Regime und die politischen und sozialen Strukturen dieser Länder. Ursprünglich war der Begriff positiv besetzt und man erhoffte sich Verbesserung in Hinblick auf die Menschenrechtslage in den betroffenen Ländern; mittlerweile hat sich dieses Bild ins Gegenteil verkehrt.

## Bezeichnung
Sowohl in der deutschen als auch in der internationalen Presse hat sich die Bezeichnung „Arabischer Frühling“ weitgehend durchgesetzt, eine Anspielung auf den 1968er Prager Frühling.
Wegen des nicht klar umrissenen Raumes, in dem die Proteste stattfanden, und anderer Aspekte finden aber auch andere Bezeichnungen Verwendung. Die Blätter für deutsche und internationale Politik bezeichnen die Vorgänge als „arabische Revolution“. Die Frankfurter Allgemeine Zeitung verwendet den neuerfundenen Begriff Arabellion, ein Kofferwort aus arabisch und Rebellion. Insbesondere wegen der Proteste im Iran ist im Englischen auch die Bezeichnung „protests across the MENA region“ zu finden. Aufgrund des Wahlerfolgs der islamistischen Parteien nach den Protesten in vielen arabischen Ländern wurden die Ereignisse auch „islamistischer Frühling“ oder „islamistischer Winter“ genannt.

## Ereignisse
Am 17. Dezember 2010 begannen in Tunesien Proteste gegen die Regierung von Staatsoberhaupt Zine el-Abidine Ben Ali, nachdem sich der Gemüsehändler Mohamed Bouazizi in Sidi Bouzid infolge von Polizeiwillkür und Demütigungen selbst angezündet hatte. Innerhalb weniger Wochen kam es zu landesweiten Massenunruhen, die in den nächsten Monaten auf etliche Staaten in Nordafrika und dem Nahen Osten übergriffen.
Die Massenproteste führten zur Absetzung und Flucht des tunesischen Machthabers Zine el-Abidine Ben Ali und zum Rücktritt des ägyptischen Präsidenten Husni Mubarak. Der Präsident des Jemen, Ali Abdullah Salih, trat Ende 2011 nach über 30-jähriger Herrschaft zurück. In Libyen kam es zu einem Bürgerkrieg, bei dem Rebellen mit Unterstützung durch die NATO Staatschef Muammar al-Gaddafi stürzten, während in Syrien ein Bürgerkrieg bis zum 8. Dezember 2024 stattfand. In weiteren Ländern der arabischen Welt kam es zu Regierungsumbildungen und politischen Reformen. Darüber hinaus berufen sich auch soziale Bewegungen in anderen Erdteilen auf den Arabischen Frühling.

### Ägypten

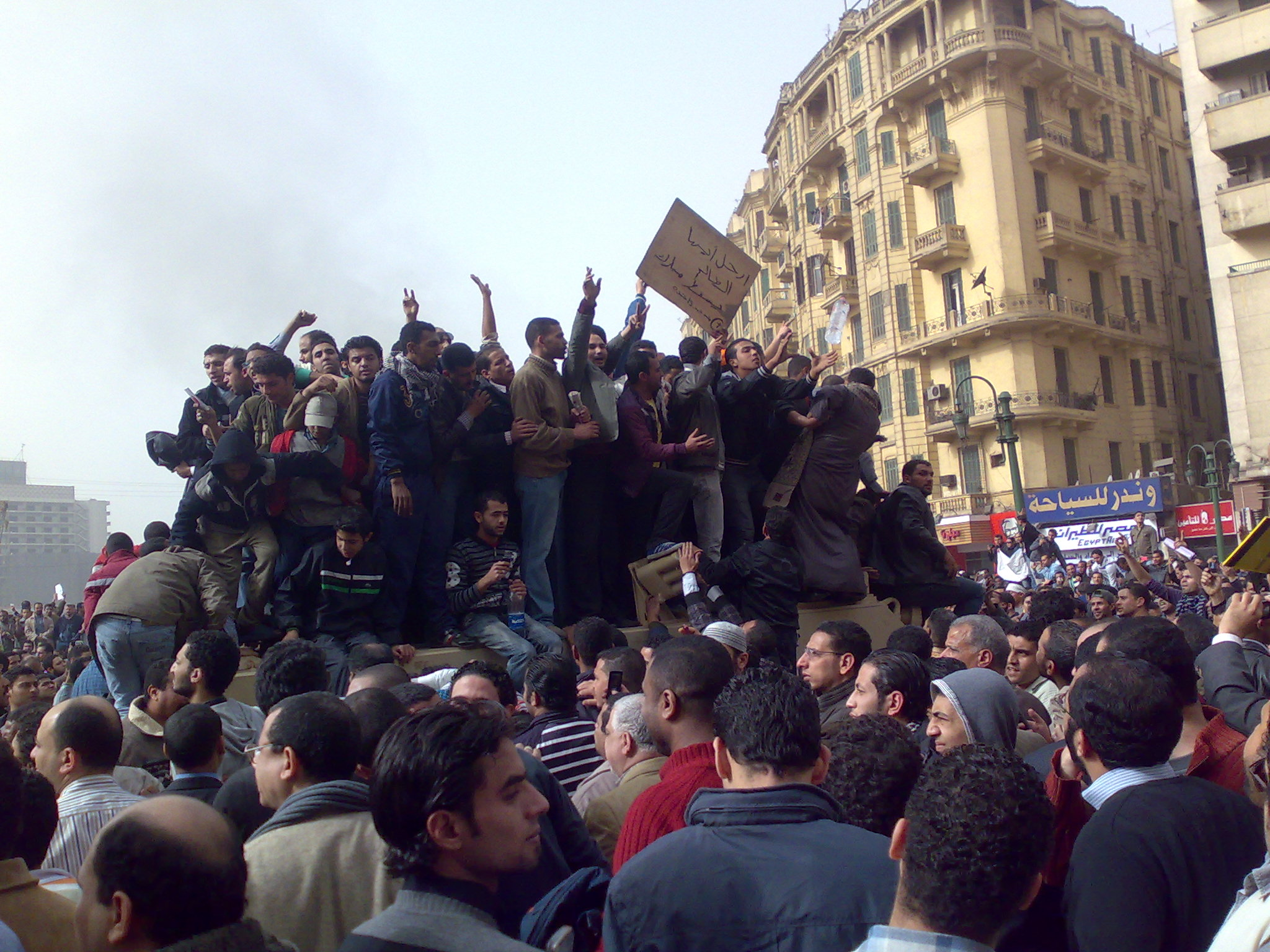
Demonstranten, die am 29. Januar 2011 auf einem Armee-Lastwagen in der Innenstadt von Kairo stehen

Der Aufstand in Ägypten begann am 25. Januar 2011, dem „Tag des Zorns“. Am 11. Februar 2011 trat der langjährige Staatspräsident Husni Mubarak zurück und ein Militärrat übernahm die Macht. Dieser sicherte den Demonstranten freie und demokratische Wahlen sowie die Aufhebung des seit 30 Jahren geltenden Notstandsgesetzes zu. Mubarak wurde am 2. Juni 2012 zu lebenslanger Haft verurteilt. Am 21. August 2013 ordnete ein ägyptisches Strafgericht an, Mubarak aus der Haft zu entlassen. Einen Tag später wurde er in das Maadi-Militärkrankenhaus in Kairo überführt, wo er unter Hausarrest gestellt wurde. Am 21. Mai 2014 wurde Mubarak wegen Veruntreuung zu drei Jahren Haft verurteilt. Im November 2014 wurde ein Verfahren gegen Mubarak wegen des Todes von mehr als 800 Demonstranten während der Proteste im Frühjahr 2011 eingestellt. Im Januar 2015 wurde die im Mai 2014 verhängte Haftstrafe wegen Korruption zunächst aufgehoben, am 9. Mai 2015 jedoch bestätigt.
Bei den Wahlen zwischen Ende 2011 und Mitte 2012 erhielten die Muslimbrüder zusammen mit anderen islamischen Parteien eine Mehrheit im Parlament sowie in der Verfassunggebenden Versammlung Ägyptens; ihr damaliger Parteivorsitzender Mohammed Mursi gewann die Präsidentschaftswahlen. Infolgedessen kam es zu Protesten von liberalen, linken und säkularen Kräften, die Ende November 2012 eskalierten, nachdem Mursi sich zusätzliche Machtbefugnisse gegenüber der ägyptischen Justiz eingeräumt hatte. Am 29. November beschloss die Verfassunggebende Versammlung zudem den Entwurf für eine neue Verfassung, die sich u. a. auf die „Grundsätze der Scharia“ beruft. Dies führte erneut zu Demonstrationen, welche mit einem Putsch des Militärs endeten. Das Militär ernannte Adli Mansur, einen ehemaligen Beamten Mubaraks bis zu den Neuwahlen im Mai 2014 zum kommissarischen Präsidenten. Bei den Neuwahlen wurde Abd al-Fattah as-Sisi zum Präsidenten gewählt. Sein Regierungsstil wird überwiegend als autoritär oder repressiv bezeichnet.
Für internationales Aufsehen sorgte die Beteiligung von Ultras am Arabischen Frühling, insbesondere in Ägypten.

### Algerien
Die Unruhen in Algerien breiteten sich seit dem 5. Januar 2011 aus Zorn über massiv gestiegene Grundnahrungsmittelpreise aus. Sie entzündeten sich spontan an Einzelereignissen und waren nicht einheitlich organisiert. Eine der zentralen Forderungen der Opposition, die Aufhebung des seit 19 Jahren geltenden Ausnahmezustandes, wurde am 22. Februar 2011 durch die algerische Regierung erfüllt. Jedoch gab es noch bis Mitte April Meldungen über Unruhen und Demonstrationen.
Am 5. Oktober 2011 wurde eine Demonstration zum Jahrestag der Demokratiebewegung 1988 durch Verhaftung der Initiatoren im Keim erstickt. Ende April 2012 kam es erneut zu Ausschreitungen, nachdem sich ein Straßenhändler aus Protest gegen die Entfernung seines Standes selbst angezündet hatte.
Unmittelbar nach Abebben der Proteste erlitt Präsident Abd al-Asis Bouteflika 2013 einen Schlaganfall, wurde trotz Unklarheit um seinen Zustand aber wiedergewählt. Nach einer Verfassungsänderung 2016 war Bouteflika auch bei den Wahlen 2019 als Kandidat vorgesehen, was Massenproteste auslöste.

### Bahrain

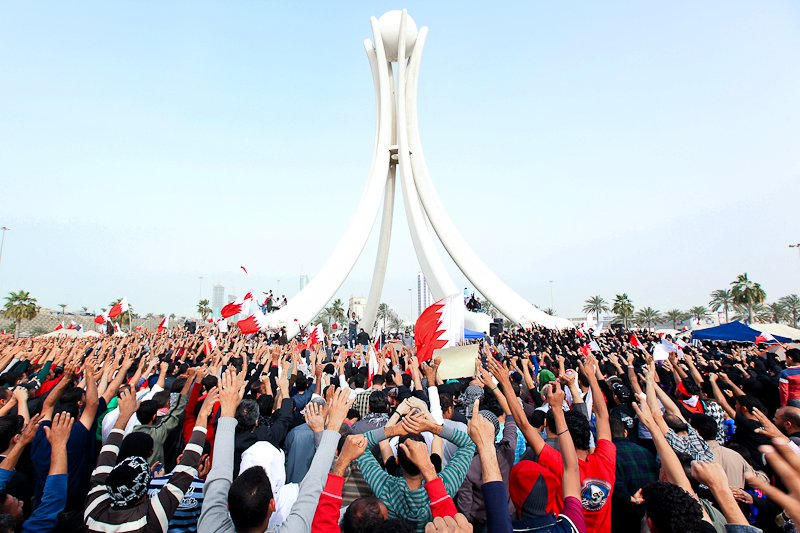
Demonstranten auf dem Perlenplatz (19. Februar 2011)

Die Proteste im Golf-Königreich Bahrain begannen am 14. Februar 2011, als einige Hundert Demonstranten auf dem zentralen Perlenplatz in Manama ein illegales Zeltlager errichteten. Die überwiegend schiitische Bevölkerung protestiert vor allem gegen das sunnitische Königshaus von Hamad bin Isa Al Chalifa. In der Nacht vom 16. zum 17. Februar wurde das Zeltlager von Sondereinheiten der Polizei geräumt, wobei vier Menschen starben. In den folgenden Wochen demonstrierten mehrere zehntausend Menschen. Am 14. März entsandte Saudi-Arabien auf Bitten der bahrainischen Regierung hin 1000 Soldaten in das Land, am Folgetag wurde der Ausnahmezustand ausgerufen. Die bahrainische Opposition wertete diesen Einmarsch als Kriegserklärung sowie als eine Besatzung durch ausländische Truppen. Bahrainische Truppen gingen gegen Demonstranten vor.
In den nächsten Tagen wurden alle Proteste gewaltsam niedergeschlagen. Einige schiitische Minister und hohe Richter traten deswegen aus Protest zurück. Zahlreiche Personen wurden verhaftet. Zum 1. Juni 2011 wurde der Ausnahmezustand aufgehoben. Ab September 2011 gab es immer wieder größere oder kleinere Protestkundgebungen, besonders bekannt wurden die Proteste während des Formel-1-Rennens in Bahrain 2012.

### Dschibuti
In Dschibuti demonstrierten am 18. Februar 2011 Tausende Menschen gegen Präsident Ismail Omar Guelleh, u. a. auch weil er nach einer entsprechenden Verfassungsänderung für eine dritte Amtszeit kandidierte. Die Regierung versprach Reformen, auch kam es zu einer Verhaftungswelle. Die Präsidentschaftswahl am 8. April 2011, bei der Guelleh wiedergewählt wurde, war laut Angaben der Opposition nicht fair.

### Irak
Am 22. Februar 2011 fanden Demonstrationen in Basra im Südirak statt. Am 25. Februar 2011 wurden nach den Freitagsgebeten erstmals auch aus anderen Landesteilen Demonstrationen gemeldet, bei denen mehrere Menschen getötet wurden. Ursache war Ärger über soziale Ungerechtigkeit, insbesondere wurden Korruption und hohe Arbeitslosigkeit angeprangert. Die Kundgebungen wurden teilweise gewaltsam beendet, als die Teilnehmer in mehreren Städten versucht hatten, Regierungsgebäude zu stürmen. Dabei fanden die größten Demonstrationen in den Städten Mosul, Falludscha (überwiegend von sunnitischen Arabern bewohnt), Bagdad und Basra (überwiegend von schiitischen Arabern bewohnt) statt. In der Autonomen Region Kurdistan im Nordirak gab es ebenfalls Demonstrationen und Tote. Das kurdische Regionalparlament in Erbil erließ daraufhin einen 17 Punkte umfassenden Plan, um die Situation zu deeskalieren. Die Demonstrationen führten zudem zum Rücktritt des in der Bevölkerung als korrupt geltenden Gouverneurs von Basra, Scheltak Abbud, am 25. Februar.

### Jemen

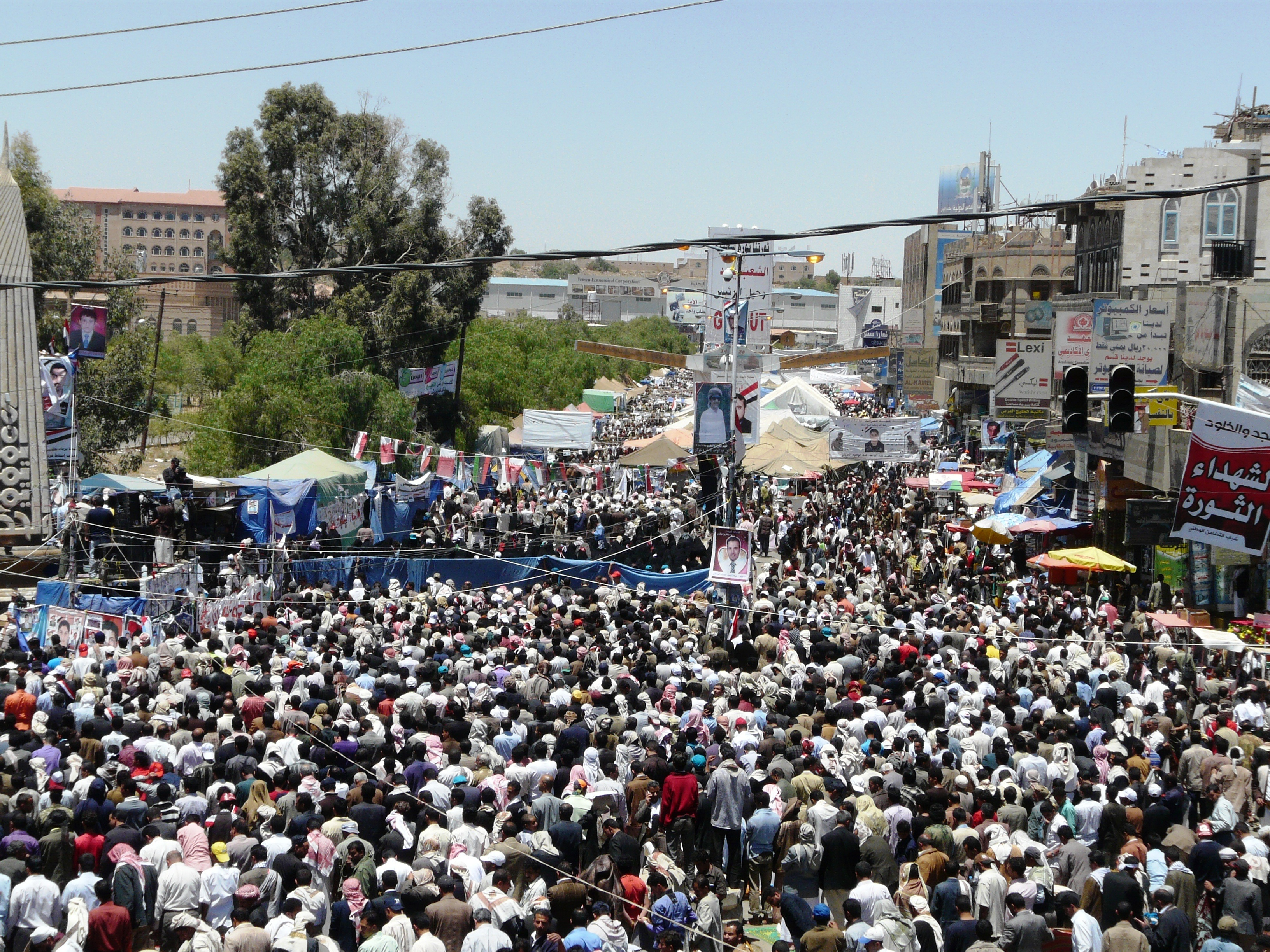
Proteste in Sanaa am 27. Januar 2011

Im Jemen begannen die Proteste mit einer Demonstration am 27. Januar 2011, als rund 16.000 Jemeniten in der Hauptstadt Sanaa gegen die Politik von Präsident Ali Abdullah Salih protestierten. Am 2. Februar 2011 erklärte Salih, nicht für eine weitere Amtszeit kandidieren zu wollen und sein Amt auch nicht seinem Sohn zur Verfügung zu stellen. In den Folgetagen kam es zu weiteren Protesten, die am 8. März von Soldaten gewaltsam beendet wurden. Im Verlaufe der Unruhen wurden mehr als ein Dutzend Menschen getötet. Am 20. März 2011 wurde die jemenitische Regierung vom Präsident Ali Abdullah Salih aufgrund des zunehmenden politischen Drucks entlassen. Im April erklärte sich Salih auf Vorschlag des Golf-Kooperationsrates einverstanden, nach Zusicherung von Straffreiheit zurückzutreten. Seit Mitte Mai 2011 kam es in der Hauptstadt Sanaa zu Kämpfen zwischen Stammesmilizen und Einheiten der Regierung, bei denen mehr als 120 Menschen starben. Im Rahmen dieser Kämpfe kam es am 3. Juni zu einem Angriff auf den Präsidentenpalast, bei dem Präsident Salih durch einen Granatensplitter verletzt wurde und zur medizinischen Behandlung vorübergehend ausreiste.
Im November 2011 unterzeichnete Salih ein Abkommen, das eine Machtübergabe an den Vizepräsidenten Abed Rabbo Mansur Hadi sowie Präsidentschaftswahlen innerhalb von 90 Tagen vorsah. Dabei war Hadi jedoch einziger Kandidat. Da Salih, der bis zur Präsidentschaftswahl den Titel Ehrenpräsident trug, in diesem Abkommen Straffreiheit zugesichert wurde, kam es erneut zu Protesten. Die Opposition im bis 1990 unabhängigen Südjemen rief zum Wahlboykott und zu einer Abspaltung auf. Bei Kämpfen während der Wahl starben mindestens vier Menschen.
Der gewählte Präsident Hadi verlor bald die Kontrolle über seinen Machtapparat, einzelne Generäle agierten mit ihren Truppen auf eigene Faust. Die Bewegung der Huthi, die an den Protesten 2011 teilgenommen hatte, kontrollierte 2012 bereits drei jemenitische Provinzen. Sie lehnte das Abkommen vom November 2011 ab. Als sich Ex-Präsident Salih mit den Huthis verbündete, brach ab 2014 der Bürgerkrieg im Jemen aus, in den auch Nachbarstaaten eingriffen.

### Jordanien

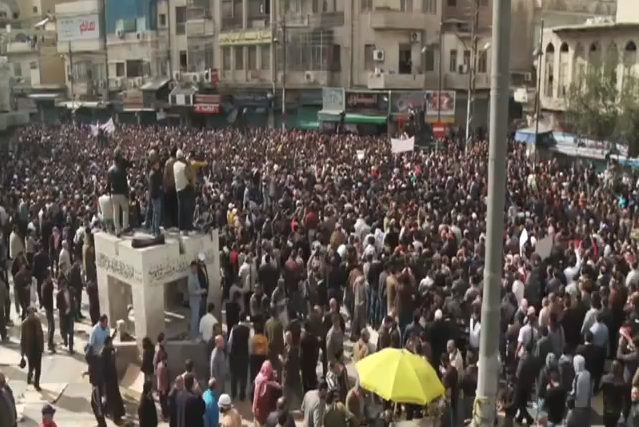
Kundgebung in Amman am 16. November 2012

Die Proteste in Jordanien begannen am 7. Januar 2011. Die Islamische Aktionsfront rief am 26. Januar 2011 zu Protesten gegen die Regierung von Samir ar-Rifai auf. König Abdullah II. bin al-Hussein mahnte aufgrund der Entwicklungen in Tunesien und Ägypten im Januar 2011 echte Reformen an. Dabei wurde Ministerpräsident Samir ar-Rifai abgesetzt und am 1. Februar 2011 Maruf al-Bachit, der bereits von 2005 bis 2007 das Amt des Premierministers innehatte, mit der Regierungsbildung beauftragt.
Weitere Proteste gab es nach einer Kürzung der Subventionen auf Benzin, Diesel und Gas zum Kochen im November 2012 sowie nach der Parlamentswahl am 23. Januar 2013.

### Kuwait
Am 18. Februar 2011 kam es auch in al-Dschahra, Kuwait, zu Demonstrationen, bei denen 30 Demonstranten verletzt worden sein sollen und insgesamt 50 Personen festgenommen wurden. In erster Linie forderten die Demonstranten den Erhalt der kuwaitischen Staatsbürgerschaft. Am 28. November reichte die Regierung um Nasir al-Muhammad al-Ahmad as-Sabah nach monatelangen Protesten beim Emir Sabah al-Ahmad al-Dschabir as-Sabah ihren Rücktritt ein.

### Libyen

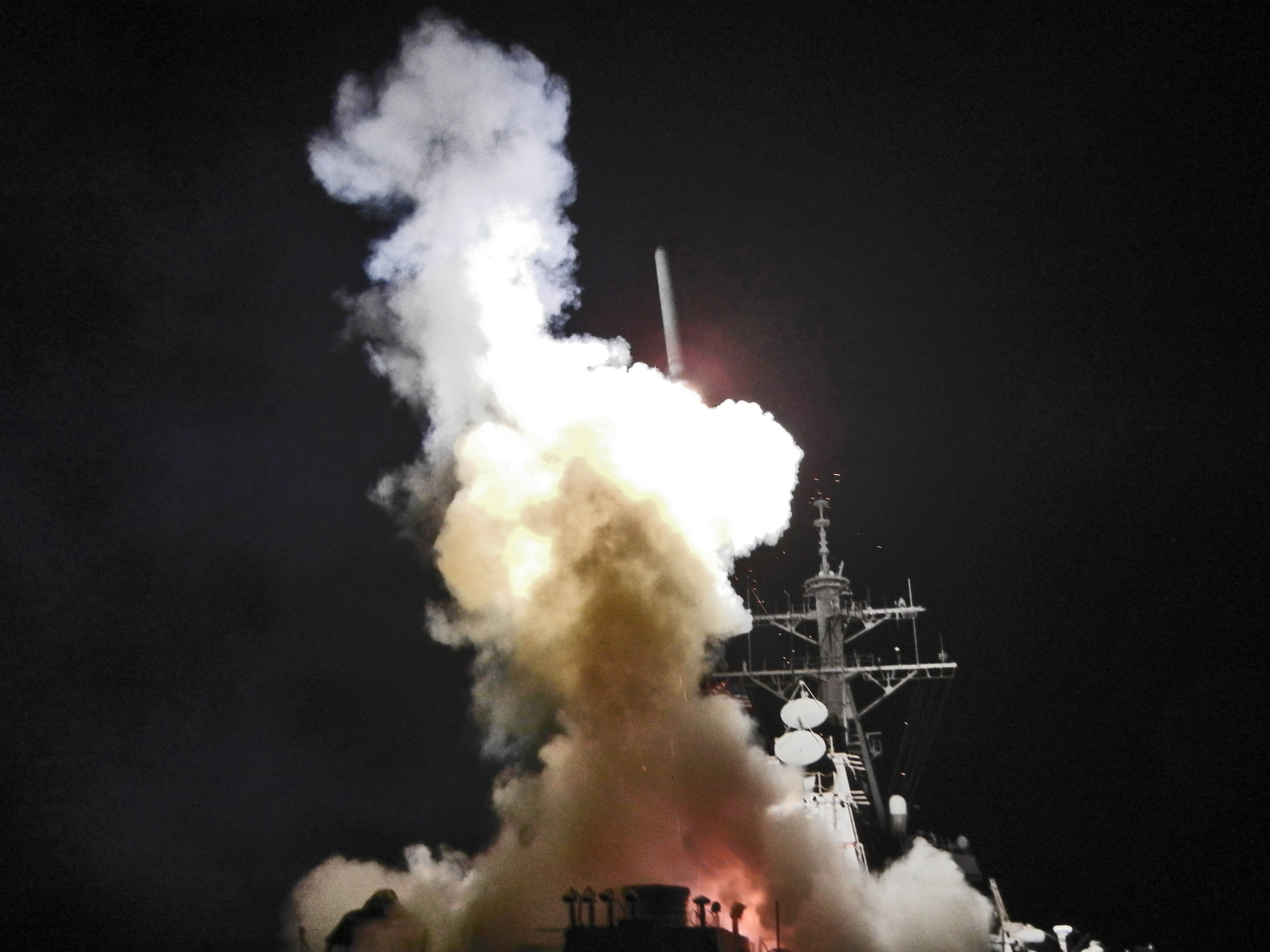
Abschuss eines Tomahawk-Marschflugkörpers von der Barry auf ein Ziel in Libyen (19. März 2011)

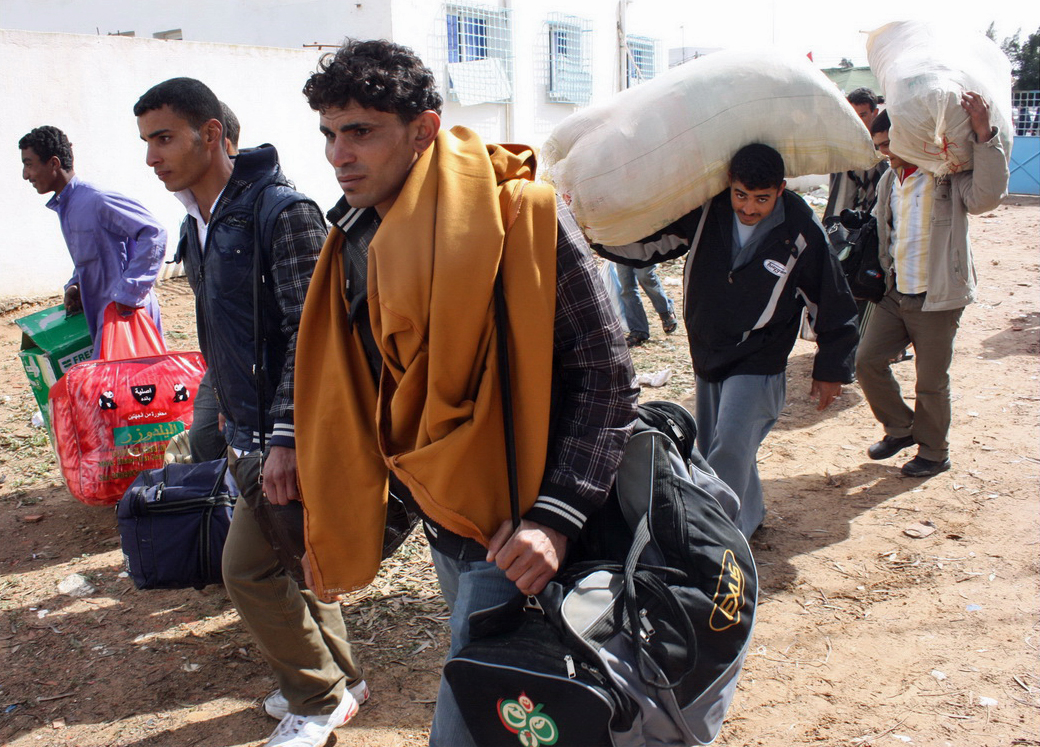
Flüchtlinge an der libysch-tunesischen Grenze (7. März 2011)

Nachdem es ab dem 18. Februar bei Massenprotesten in der Hafenstadt Bengasi, Libyen, dutzende Tote gab, wurde der öffentliche Internetverkehr im Land lahmgelegt und damit auch der Zugang zu sozialen Netzwerken wie Twitter und Facebook gekappt. Das harte Vorgehen des libyschen Militärs gegen Demonstranten führte in einigen Teilen des Landes zu bürgerkriegsähnlichen Zuständen und zum Rücktritt vieler hochrangiger Politiker. Die Gegner von Staatschef Muammar al-Gaddafi konnten zunächst insbesondere im Osten des Landes weite Gebiete unter ihre Kontrolle bringen. Militärische Erfolge der Regierungstruppen führten am 17. März 2011 zur Verabschiedung der Resolution 1973, in der ein sofortiger Waffenstillstand und die Einrichtung einer Flugverbotszone gefordert werden. Nach einem mehrmonatigen Bürgerkrieg schafften die Rebellen unter Führung eines Nationalen Übergangsrats und mit Unterstützung durch NATO-Truppen, Gaddafi zu stürzen und weite Teile des Landes, einschließlich der Hauptstadt Tripolis, unter ihre Kontrolle zu bringen. Am 20. Oktober 2011 wurde Gaddafi nach einem Angriff der Truppen des Nationalen Übergangsrats in seiner Heimatstadt Sirte aufgegriffen. Gaddafi kam dabei unter ungeklärten Umständen wahrscheinlich infolge von Schussverletzungen zu Tode.
Anschließend konnte der nationale Übergangsrat seine Autorität nur mit Mühe durchsetzen. Am 7. Juli 2012 wurde ein Allgemeiner Nationalkongress gewählt. 120 Sitze waren unabhängigen Kandidaten vorbehalten, von den 80 Sitzen der Parteien fielen 39 auf die Allianz der Nationalen Kräfte von Mahmud Dschibril, von März bis Oktober 2011 Vorsitzender des Exekutivrats des Nationalen Übergangsrats.
Im November 2013 wurde bekannt, dass das Justizministerium eine Umbildung des Rechtssystems gemäß Scharia vorsieht. Am 4. Dezember 2013 stimmte die Nationalversammlung Libyens für die Einführung der Scharia.
Die folgende Instabilität führte zum Bürgerkrieg in Libyen seit 2014. Seit 2017 besteht ein militärisches Patt, das das Land de facto in zwei Machtbereiche teilt.

### Marokko

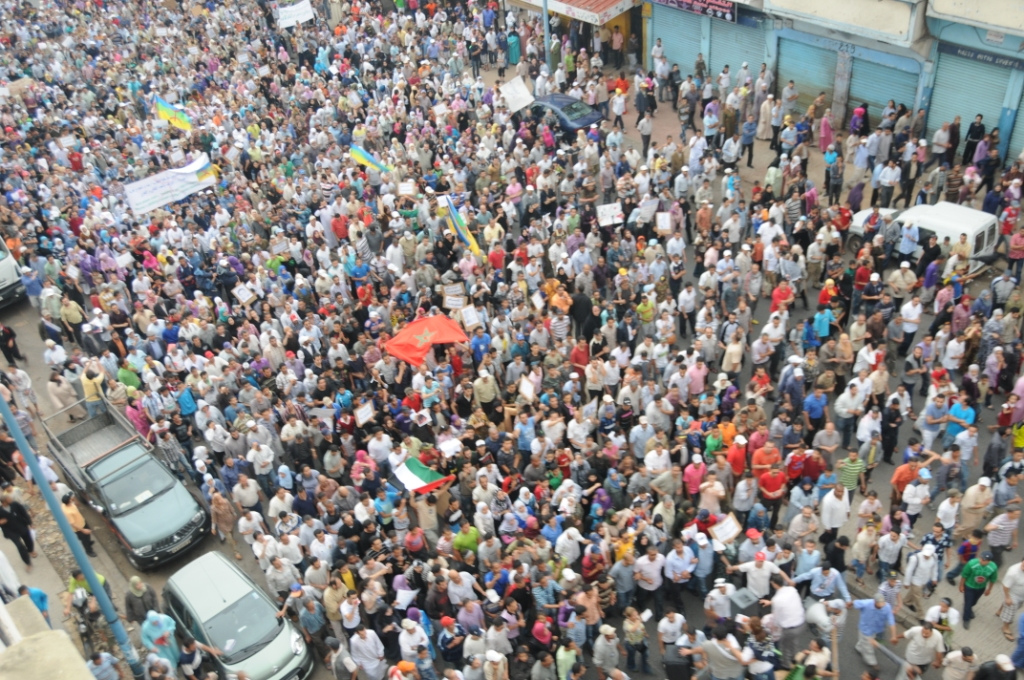
Massendemonstration in Casablanca im Mai 2011

Marokko ist eine konstitutionelle Monarchie und wird seit 1999 von Muhammad VI. regiert. Es gilt als politisch stabil. Nach einem Aufruf über das Internetportal Facebook demonstrierten am 20. Februar 2011, dem „Tag der Würde“, tausende Demonstranten für politische Reformen und mehr Demokratie. Bei den Unruhen starben in der Stadt Al-Hoceima fünf Menschen in einer brennenden Bankfiliale. Als Reaktion auf die Unruhen kündigte der König in einer Fernsehansprache am 10. März 2011 politische Reformen an.
Gemäß der daraufhin ausgearbeiteten Verfassungsreform sollte der König einen Teil seiner bisherigen Rechte verlieren und nicht mehr wie bisher geistliches Oberhaupt aller Marokkaner sein. Er sollte außerdem verpflichtet werden, den Regierungschef aus der Partei mit den meisten Parlamentssitzen auszuwählen. Im Weiteren waren eine Gleichberechtigung der Berbersprache Tamazight mit dem Arabischen und eine deutlichere Trennung von Judikative und Exekutive vorgesehen. Am 1. Juli 2011 wurde die neue Verfassung in einem Referendum durch 98 Prozent der Abstimmenden bestätigt. Marokko strebt Reformen und gesellschaftspolitische Erneuerung mit friedlichen politischen Strategien an, daher spricht man im Land von einer Sanften Revolution (arabisch thaura silmiyya).
Am 25. November 2011 fanden vorgezogene Parlamentswahlen statt, bei denen die gemäßigt islamistische Partei für Gerechtigkeit und Entwicklung gewann.

### Mauretanien

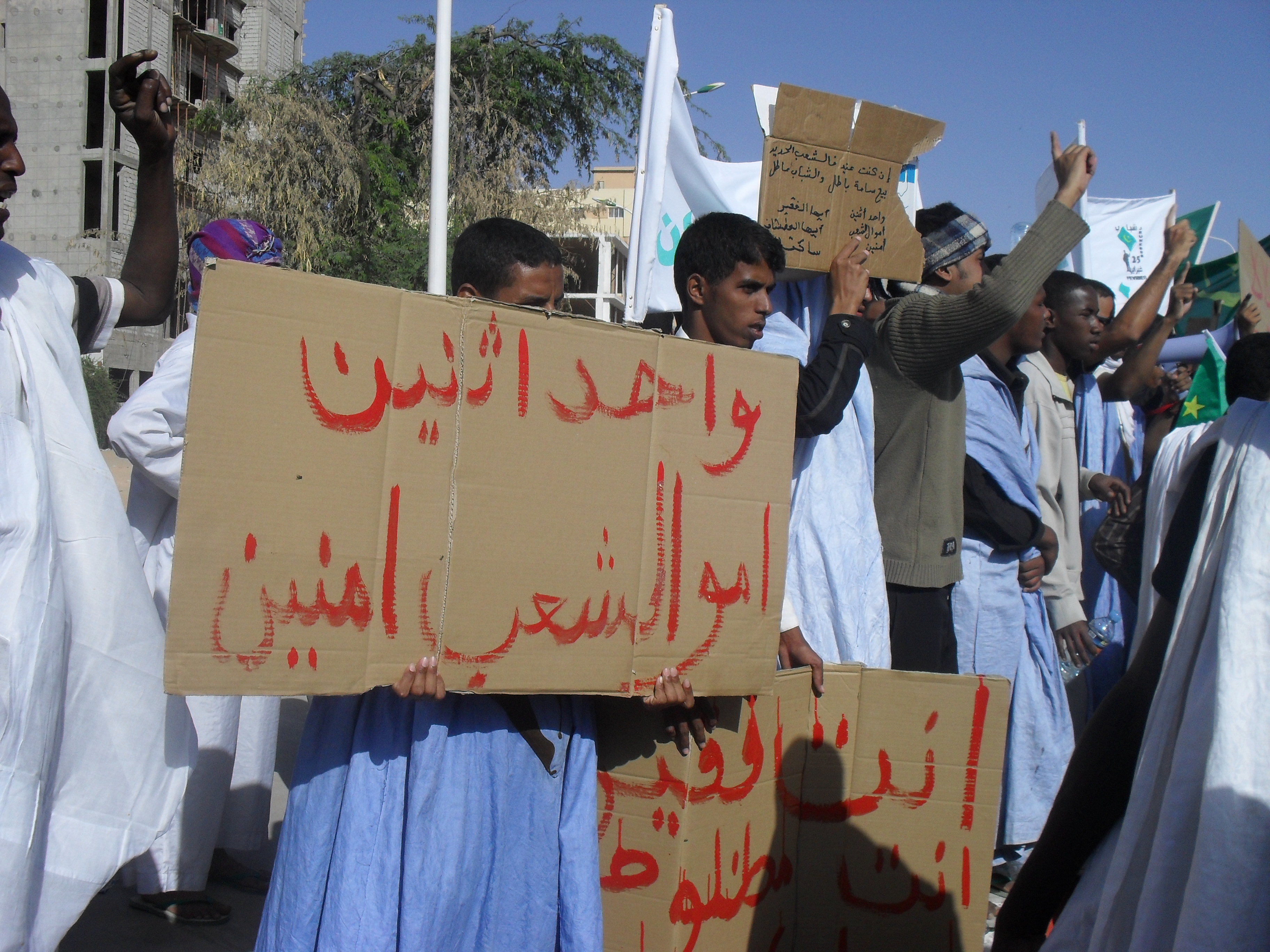
Demonstrationen nahe am Parlament in Nouakchott, am 18. März 2011

Auch in Mauretanien, das zur Arabischen Liga gehört, kam es Anfang Januar sowie im Februar 2011 zu kleineren Demonstrationen. Mauretanische Menschenrechtler organisierten Demonstrationen, die die in Mauretanien nach wie vor praktizierte Sklaverei kritisierten und ablehnten. Betroffen sind vor allem rund 550.000 Haratin. Da die mauretanische Regierung eine Zunahme der Proteste nach tunesischem Vorbild befürchtete, wurden die Preise für Grundnahrungsmittel um bis zu 30 % reduziert.
Auch wurden Reformen und Parlamentswahlen versprochen. Da der Wahltermin mehrfach verschoben wurde, kam es 2012 zu weiteren Protesten, hinter denen z. T. sehr unterschiedliche Zielsetzungen standen. Bei den Ende 2013 durchgeführten Parlamentswahlen, die von einer wichtigen Oppositionspartei boykottiert wurden, erhielt die Partei Union für die Republik (UPR) von Staatschef Mohamed Ould Abdel Aziz die absolute Mehrheit.

### Oman

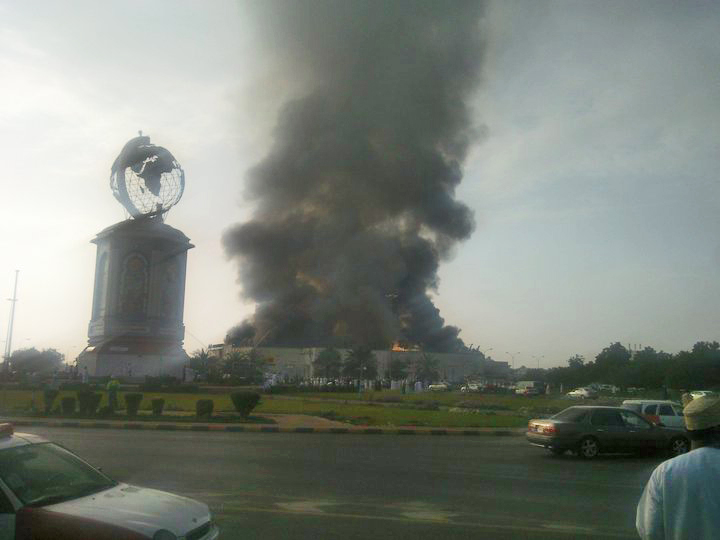
Der von den Demonstranten angezündete Supermarkt in Suhar

Vom 18. Februar bis Ende April 2011 fanden im Sultanat Oman, das von Sultan Qabus ibn Said nahezu absolutistisch regiert wurde, regelmäßig Kundgebungen und Demonstrationen statt, die zunächst friedlich blieben. Den Demonstranten ging es dabei in erster Linie um politische Reformen. Nachdem es eine Woche später bei Protesten von etwa 2000 Menschen in Suhar zu Zusammenstößen mit Polizei und Militär gekommen war, bei denen zwei Menschen gestorben waren, wurde zunehmend auch Kritik an Sultan Qabus ibn Said laut. Dieser kündigte an, die Versorgungsengpässe im Land zu beheben sowie mehr Stipendien für Studenten zuzulassen.
Außerdem wurde das Kabinett umgebildet.
Dies brachte die Proteste nicht zum Stillstand, die sich zunehmend gegen korrupte Minister und sogar den Sultan selbst richteten. Erst nach erneuten Umbildungen des Kabinetts am 5./7. März flauten die Unruhen allmählich ab. Als bei einer erneuten Demonstration am 1. April ein Demonstrant getötet wurde, kam es zu einer größeren Protestwelle, die ca. 3 Wochen andauerte.

### Palästinensische Gebiete
Am 4. Februar 2011 kam es zu ersten größeren Solidaritätskundgebungen von Palästinensern mit den ägyptischen Demonstranten. Diese blieben allerdings größtenteils auf den Gazastreifen beschränkt. Bereits an den Tagen zuvor waren ähnliche Veranstaltungen gewaltsam aufgelöst und mehrere Teilnehmer verhaftet worden. Am 8. Februar kündigte die Palästinensische Autonomiebehörde überraschend Kommunalwahlen für den 9. Juli an. Diese waren bereits seit einem Jahr überfällig gewesen. Die den Gazastreifen kontrollierende Hamas kündigte umgehend einen Wahlboykott an.
Am 14. Februar 2011 trat die palästinensische Regierung rund um Ministerpräsident Salam Fayyad zurück. Präsident Mahmud Abbas hatte zu diesem Schritt gedrängt, um eine Neubesetzung mehrerer Ministerposten zu erreichen. Abbas hat Fayyad mit der Bildung einer neuen Regierung beauftragt. Das Exekutivkomitee der Palästinensischen Befreiungsorganisation beschloss zudem, bis spätestens Ende September Präsidenten- und Parlamentswahlen abzuhalten. Eine Abhaltung der Wahlen im Gazastreifen und Ostjerusalem war fraglich. Fayyad machte bei der Ministersuche einen ungewöhnlichen Schritt und schrieb auf seiner Facebook-Seite, man solle ihm Vorschläge machen: „Wer ist Eurer Meinung nach vertrauenswürdig, gut ausgebildet und mit Führungsqualitäten ausgestattet, so dass man ihm ein Ministerium anvertrauen kann? Bitte nennt den Namen und das Amt“, schrieb er. Innerhalb weniger Stunden hatte er bereits 700 Kommentare erhalten.
Am 27. April 2011 wurde bekannt gegeben, dass sich die bislang verfeindeten Organisationen Hamas und Fatah auf die Bildung einer Einheitsregierung und einen Termin für Wahlen geeinigt haben. Wenige Tage später unterzeichneten sie ein Versöhnungsabkommen. Laut dem Hamas-Politbüro-Mitglied Ezzat al-Rishq habe der Machtwechsel in Ägypten die Versöhnung begünstigt. Vorerst kam es jedoch weder zur Bildung einer Einheitsregierung noch zu Wahlen. Im Mai 2012 wurde daher eine erneute Regierung der Fraktionen ohne Hamas angelobt. Premierminister Fayyad musste im Zuge dessen die Finanzagenden an Nabil Kassis abgeben.
Anfang September 2012 kam es zu einer neuen Welle an Protesten gegen die hohen Lebenskosten und Preise im Westjordanland. Die Demonstranten forderten die Aufkündigung der Wirtschaftsabkommen mit Israel und zündeten ein Bild von Salam Fayyad an. Am 5. September versuchte ein Mann, sich und seine sechsjährige Tochter öffentlich anzuzünden, um zu protestieren, dass er ihre Krebsbehandlung nicht bezahlen konnte. Die Gewerkschaften der Lehrer, Universitäten und des öffentlichen Verkehrs kündigten Streiks an. Präsident Abbas bezeichnete die Forderungen der Protestierenden bei einem Treffen der Arabischen Liga als "fair". Taxifahrer schlossen sich in einem Generalstreik den Protesten an. Fayyad erwiderte auf Rücktrittsforderungen, der Austausch von Personen sei keine Lösung der Wirtschaftskrise. Am 10. September kam es zu gewalttätigen Auseinandersetzungen von Demonstranten und palästinensischen Sicherheitskräften in Hebron, dutzende Personen wurden verletzt. Demonstranten blockierten Straßen in palästinensischen Städten.
Im März 2013 reichte Nabil Kassis seinen Rücktritt als Finanzminister ein, nachdem Politiker und Gewerkschaften seine Vorschläge zu Austeritätsmaßnahmen abgelehnt hatten. Der Rücktritt wurde von Premier Fayyad angenommen, von Präsident Abbas jedoch abgelehnt. Daraufhin trat Fayyad selbst zurück. Abbas versuchte in den folgenden Jahren, aktiv die Regierung und ihre Wirtschaftspolitik zu kontrollieren. Erst ab 2018 konnte eine Verringerung des Anstiegs der Konsumentenpreise statistisch festgestellt werden. Parlaments- und Präsidentenwahlen wurden nach wie vor (Stand: 2021) nicht durchgeführt.

### Saudi-Arabien
Infrastrukturprobleme durch heftigen Regen führten am 26. Januar 2011 nach dem Freitagsgebet zu einer ersten Demonstration in der Hafenstadt Dschidda, Saudi-Arabien, die für saudi-arabische Verhältnisse überraschend erfolgte. Die Kundgebung wurde gewaltsam niedergeschlagen, wobei etwa 30 bis 50 Menschen inhaftiert wurden. In den folgenden Tagen wurden auf Facebook politische Reformen gefordert, darunter die Einführung einer konstitutionellen Monarchie und eine gerechtere Verteilung des Wohlstands. Im Februar folgten vereinzelte weitere Kundgebungen, u. a. von Frauen oder von Angehörigen der schiitischen Minderheit.
Nachdem der saudi-arabische König Abdullah ibn Abd al-Aziz nach einem Aufenthalt in einem US-amerikanischen Krankenhaus am 23. Februar 2011 nach Saudi-Arabien zurückgekehrt war, soll er seiner Bevölkerung 27 Mrd. Euro zur Verbesserung ihrer Lage versprochen haben. Zudem besprach er mit dem bahrainischen König Hamad bin Isa Al Chalifa die dortige Lage.
Nach weiteren Demonstrationen der schiitischen Minderheit in der erdölreichen saudischen Ostprovinz sowie der Oppositionsgruppe Islamische Reformbewegung (MIRA) in der Hauptstadt Riad erließ die saudische Regierung am 5. März ein Demonstrationsverbot, da die Demonstrationen islamischem Recht widersprächen. Dennoch kam es in den folgenden Wochen immer wieder zu Demonstrationen, bei denen die Polizei teils gewaltsam durchgriff.
Der 17. Juni wurde zum Tag des Autofahrens, an dem Frauen demonstrativ das Frauen-Fahrverbot übertraten. Das Frauenwahlrecht für die Kommunalwahlen am 12. Dezember 2015 wurde den Frauen 2011 vom damaligen König Abdullah zugestanden.

### Sudan
Im Sudan demonstrierten vor allem Studenten sowie Anhänger der kommunistischen und der von Hasan at-Turabi geführten islamistischen Opposition gegen das Regime von al-Baschir und gegen die wirtschaftliche Verschlechterung, die sich infolge der Unabhängigkeit des Südsudan abzeichnete. Am 21. Februar kündigte al-Baschir an, bei der Wahl 2015 nicht mehr für das Präsidentenamt kandidieren zu wollen, ließ sich aber erneut aufstellen und gewann nach offiziellen Angaben die Wahl deutlich. Im Dezember 2018 kam es erneut zu Studentenprotesten im Land.

### Syrien

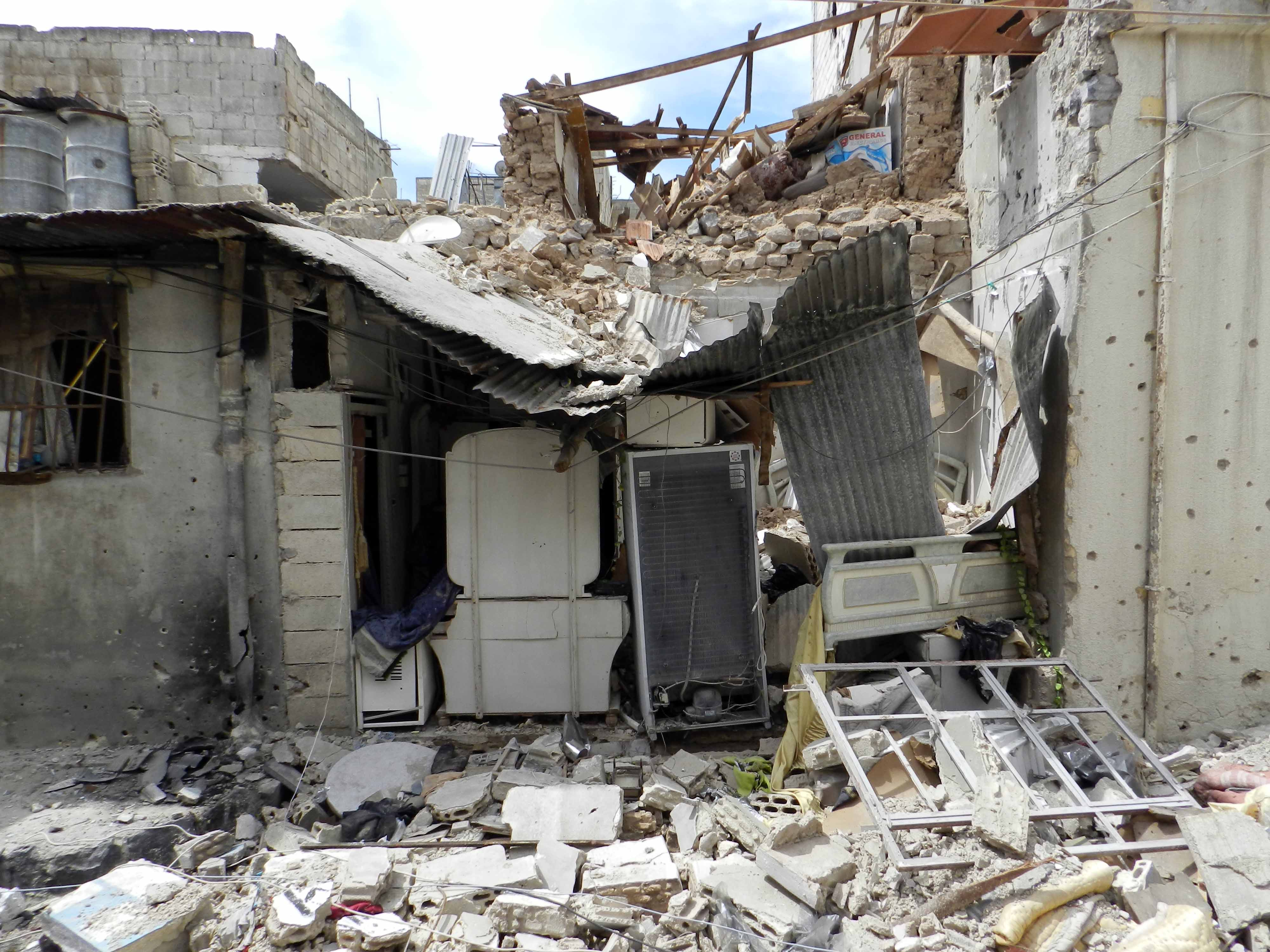
Im Laufe des Krieges zerstörtes Gebäude in Homs

In Syrien kam es nach ersten Protestaufrufen im Februar 2011 zu Verhaftungen zahlreicher Oppositioneller.
In der Stadt Dar’a demonstrierten in den darauf folgenden Wochen tausende Menschen für politische Freiheiten und den Sturz der Regierung von Präsident Baschar al-Assad.
Auch eine Neubildung der Regierung und die Aufhebung des Ausnahmezustands im April konnten das Übergreifen der Proteste auf viele Städte landesweit nicht verhindern.
Sicherheitskräfte gingen seit Mitte März 2011 gewaltsam gegen Demonstranten vor. Seit dem Sommer 2011 bildeten desertierende Soldaten die Freie Syrische Armee, die den Schutz von Zivilisten als Ziel angibt. Noch im September 2011, als auch ein bewaffneter Kampf schon aufgenommen war, wurden gewaltlos demonstrierende Aktivisten verhaftet.
Die Lage entwickelte sich zu einem Bürgerkrieg, der bis heute anhält.
Im Februar 2012 ließ Assad ein Verfassungsreferendum durchführen. Aus der neuen Verfassung wurden sämtliche Bezüge auf den Sozialismus und den Führungsanspruch von Assads Baath-Partei entfernt. Die Opposition und internationale Beobachter sprachen jedoch von einer Farce und forderten stattdessen einen Rücktritt Assads.
Bis einschließlich Juli 2013 starben nach UN-Angaben mehr als 100.000 Menschen, während bis Mai 2013 eine Million Syrer aus dem Land geflohen, und vier Millionen weitere innerhalb Syriens auf der Flucht gewesen seien. Die UN-Hochkommissarin für Menschenrechte, Navi Pillay, empfahl daher, den Internationalen Strafgerichtshof anzurufen.
Ab April 2013 gab es erste Berichte über den Einsatz von Giftgas durch die syrische Armee, dazu kamen auch Berichte, dass Rebellen Sarin eingesetzt hätten. Da US-Präsident Barack Obama den Einsatz von Chemiewaffen als „rote Linie“ bezeichnet hatte, deren Überschreitung zu einer militärischen Intervention durch die Vereinigten Staaten führen könne, bestand der Verdacht, dass die Berichte nicht stimmten oder ein eigener Einsatz der jeweils anderen Seite untergeschoben werden sollte. Auf internationalen Druck hin stimmte Assad schließlich einer Untersuchung von 13 Vorfällen durch UN-Experten zu, die am 18. August in Syrien eintrafen, und bald insbesondere die Giftgasangriffe von Ghuta untersuchten, der nach damaligen US-Angaben eindeutig von Regierungstruppen verübt worden sei. Offenbar um eine US-geführte Aktion abzuwenden, stimmte Assad am 10. September 2013 dem Beitritt des Landes zur Chemiewaffenkonvention und der Abschaffung seines Chemiewaffenarsenals zu.
Ab Mai 2013 unterstützte die Hisbollah, ab 2015 Russland die Regierungstruppen Assads. Die Türkei hat seit 2016 mehrere Gebiete in Syrien unter ihre Kontrolle gebracht. Nachdem die Terrorgruppe Daesch große Teile Syriens erobert hatte, war ab 2014 die Combined Joint Task Force unter US-amerikanischer Führung im Land aktiv, die mit Rojava kooperiert.
Ab Ende November 2024 nahmen oppositionelle Kräfte während einer Offensive innerhalb weniger Tage große Teile Syriens inklusive der Hauptstadt Damaskus ein. Baschar al-Assad floh am 8. Dezember nach Russland, wodurch das Assad-Regime 13 Jahre nach dem Beginn des Bürgerkrieges endete.

### Tunesien

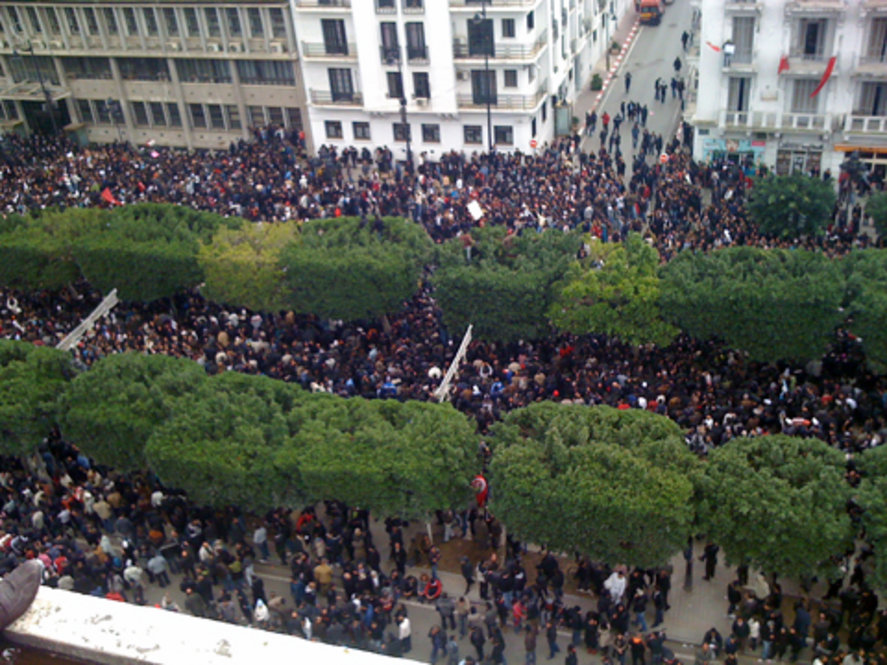
Proteste in Tunis am 14. Januar 2011

Die auch Jasminrevolution genannten politischen Ereignisse in Tunesien begannen mit landesweiten Massenunruhen in der Bevölkerung Ende Dezember 2010. Auslöser der Unruhen war die sich rasch verbreitende Nachricht über die Selbstverbrennung des Gemüsehändlers Mohamed Bouazizi am 17. Dezember 2010 in Sidi Bouzid. Am 14. Januar 2011 verließ das tunesische Staatsoberhaupt Zine el-Abidine Ben Ali das Land.
Am 17. Januar 2011 wurde von Ministerpräsident Mohamed Ghannouchi eine Übergangsregierung gebildet. Am 27. Februar 2011 musste Ghannouchi nach massiven Protesten der tunesischen Bevölkerung wieder zurücktreten. Neuer Regierungschef wurde Béji Caïd Essebsi.
Laut dem Demokratieindex 2019 ist Tunesien die einzige Demokratie in der arabischen Welt.

## Auswirkungen auf nicht-arabische Staaten
Auch außerhalb der Arabischen Welt blieben die Proteste nicht ohne Beachtung. In den südlich der Sahara gelegenen Staaten und in China zeigten sich verschiedene Machthaber alarmiert und trafen präventive Maßnahmen, um mögliche Proteste bereits im Keim zu ersticken. Die engen politischen und wirtschaftlichen Verbindungen zu Libyen führten in Italien zu Kontroversen. Die italienische Regierung fürchtet ausbleibende Rohöllieferungen und einen Ansturm nordafrikanischer Flüchtlinge.

### Dschibuti
In Dschibuti demonstrierten am 18. Februar 2011 Tausende Menschen gegen Präsident Ismail Omar Guelleh, u. a. auch weil er nach einer entsprechenden Verfassungsänderung für eine dritte Amtszeit kandidierte. Die Regierung versprach Reformen, auch kam es zu einer Verhaftungswelle. Die Präsidentschaftswahl am 8. April 2011, bei der Guelleh wiedergewählt wurde, war laut Angaben der Opposition nicht fair.

### China
Am 20. Februar kam es in China nach Aufrufen im Internet erstmals zu Protesten, die von der Polizei und zivilen Schlägertrupps aufgelöst wurden. Mehreren Presseberichten zufolge ist der Zeitpunkt der Demonstrationen auf die Erfolge der Proteste in der arabischen Welt zurückzuführen. In den folgenden Wochen beschränkten sich die Proteste meist auf symbolische Akte, etwa das Tragen von Jasmin-Blumen. Mehrere Suchbegriffe wie etwa „Demokratie“ oder „Jasmin“ werden von der Regierung im Internet blockiert, außerdem wurden etwa 200 Regimekritiker und Aktivisten unter Hausarrest gestellt oder festgenommen.

### Iran
Auch im Iran gab es zeitweise Proteste gegen das dortige Regime, die durch die arabischen Proteste gestärkt wurden. Zuvor gab es im Iran bereits 2009 nach den iranischen Präsidentschaftswahlen ähnliche Proteste. 2011 begannen sie mit einer Demonstration am 14. Februar 2011. Dabei sollen zwei Demonstranten ums Leben gekommen sein. Ende Februar gaben Oppositionsgruppen bekannt, dass Mir Hossein Mussawi und Mehdi Karroubi, die zwei Organisatoren der Demonstration, verschleppt worden seien, und kündigten weitere Proteste für den 15. März an.

### Israel
Nachdem die Filmemacherin Daphni Leef im Juli 2011 wegen hoher Mieten obdachlos wurde, beschloss sie, auf dem Mittelstreifen des Rothschild-Boulevards in Tel Aviv-Jaffa, Israel, ihr Zelt aufzuschlagen. Nachahmer taten es ihr nach und schrieben „Rothschild ist unser Tahrir-Platz“ auf Plakate. In den folgenden Wochen entwickelte sich daraus eine Protestbewegung mit hunderttausenden Teilnehmern, die soziale Gerechtigkeit fordern. Ministerpräsident Benjamin Netanjahu kündigte Reformen an.
Inhaltliche Zusammenhänge zu den Ereignissen des Arabischen Frühlings sind in den Raum gestellt worden, sie sind jedoch recht lose; die Proteste richten sich vor allem gegen spezifisch israelische Probleme.

### Malawi
Die Festnahme eines Dozenten der Universität von Malawi, der Parallelen zwischen Problemen in der arabischen Welt und solchen in Malawi aufgezeigt hatte, führte zu lang anhaltenden Protesten von Studenten und Dozenten für akademische Freiheit. Bei erneuten Demonstrationen am 20. Juli 2011 weiteten sich die Proteste aus, auch wirtschaftliche und finanzielle Probleme wurden angesprochen.

### Spanien
Die landesweiten Proteste in Spanien seit Mai 2011 berufen sich unter anderem auf die Revolutionsbewegungen in der arabischen Welt.

## Ursachen und Beteiligte
Ursachen für die erhöhte Protestbereitschaft sind der Unmut über die autoritären Regimes und ihren repressiven Sicherheitsapparaten, fehlende Mitbestimmung der Bürger sowie Korruption in Staat, Wirtschaft und Verwaltung. Eine wesentliche weitere Ursache ist die hohe Arbeitslosigkeit insbesondere der jüngeren Bevölkerung (deren Bevölkerungsanteil durch ein starkes Bevölkerungswachstum deutlich ansteigt, was auch als eine weitere Ursache für die Protestbereitschaft angesehen wird) und eine wachsende Armut. Hinzu kommen weltweit steigende Nahrungsmittel- und Energiepreise, die große Teile der Bevölkerung belasten.
Neben der Unzufriedenheit mit dem politischen System wird auch darüber diskutiert, inwiefern moderne Kommunikationstechnologien (Mobiltelefone, Internet, aber auch der Empfang vom Satellitenfernsehen, insbesondere Al Jazeera) die Proteste förderten. Diese starke Mobilisierung im Internet wurde schon seit den frühen Jahren nach 2000 sorgfältig kultiviert durch Mobilfunk und Plattformen wie z. B. Facebook, Twitter sowie ägyptische Blogs. Es besteht ein Konsens darüber, dass dadurch eine Informationsstruktur abseits des Mainstreams ermöglicht wurde, welche die Proteste gefördert habe. Bezüglich der Demonstrationen in Ägypten wird von Beobachtern allerdings die Rolle dieser Internetkommunikation als eher unterstützend und nicht als fundamental eingeschätzt sowie darauf verwiesen, dass das Internet neben der Verbreitung von alternativen Informationen auch zur getarnten Verbreitung von PR durch die Regimes geeignet ist. Die Proteste gingen auch nach Abschaltung des Internets unvermindert weiter. Eine gewisse Rolle dürfte aber Arabizi spielen, das arabische Chat-Alphabet, weil es die Kommunikation erleichtert und auch weniger Gebildeten die Teilnahme ermöglicht.
Unter anderem gilt auch die serbische Demokratiebewegung Otpor! als Vorbild für einige arabische Aktivisten. Mohamed Adel, Mitbegründer der Jugendbewegung des 6. April in Ägypten, nahm im Juli 2010 in Belgrad an einem Kurs von CANVAS teil. Die Finanzierung von CANVAS erfolgte durch das Ausland, insbesondere aus US-amerikanischen Quellen. Die US-amerikanische Nichtregierungsorganisation Freedom House unter der Leitung des ehemaligen CIA-Direktors James Woolsey bildet Trainer aus und finanziert „Aktivistencamps“. Zu den weiteren Sponsoren zählt das Open Society Institute von George Soros.
Getragen werden die Proteste von einer breit gefächerten Bewegung, der verschiedenste soziale Schichten abseits der Regimeelite, sowohl Linke als auch Bürgerliche, Säkulare wie auch Christen und Muslime – darunter teils auch Mitglieder der fundamentalistischen Muslimbruderschaft – angehören. An Protesten teilnehmende Mitglieder der Muslimbruderschaft haben in Ägypten dazu unter anderem von einer Einführung der Scharia Abstand genommen. Führer von religiös-fundamentalistischen Organisationen haben hingegen Probleme, sich gegenüber den arabischen Protesten zu positionieren, oder stehen (z. B. Führer der Hamas) diesen ablehnend gegenüber, obwohl auch sie in Opposition zu den Regimen stehen. Nach Einschätzung des norwegischen Historikers Brynjar Lia liegt der Grund darin, dass die Protestbewegungen gewaltfrei, populär, überwiegend säkular und integrativ sind.
Weitere Protestbeteiligte sind die Frauen der arabischen Länder, die im Zuge des vom Arabischen Frühling ausgelösten islamistischen Backlashs ihre Rechte vehement verteidigen müssen. Die nun an die Macht gekommenen Islamisten drohen eine radikale Geschlechtersegregation mit festen Rollenzuschreibungen zu etablieren. Hemmungslos debattiert man über Beschneidung von Frauen und auf der Straße wird Aggression und Gewalt gegen Frauen ganz offen ausgeübt. Mit dem Arabischen Frühling ist demgegenüber ein neuer antipatriarchaler Diskurs entstanden. Die arabische Frauenbewegung kann dabei auf eine lange Tradition feministischer Kämpfe und Debatten zurückgreifen, die hierzulande kaum wahrgenommen werden.
Als Teil und ein treibender Faktor des Konflikts gilt auch der Kampf zwischen Schiiten und Sunniten in der Region. Insbesondere unterstützt der schiitische Iran das syrische Regime als seinen einzigen arabischen Verbündeten. Ägypten hat sich seit dem Sturz von Mubarak dem Iran angenähert; Saudi-Arabien versteht sich traditionell als Schutzmacht der Sunniten und fördert zahlreiche Nachbarn (zum Beispiel die sunnitischen Monarchien Marokko und Jordanien) mit Milliardensummen.
In der Presse wird diskutiert, welche Auswirkungen die Demokratisierung des Irak und die „Freedom Agenda“ von George W. Bush auf den Arabischen Frühling hatten. In diesem Zusammenhang wird auf Bushs Rede vom 6. November 2003 verwiesen. In dieser kündigte er eine neue Außenpolitik an, bei der die USA sich stärker für die weltweite Verbreitung der Demokratie einsetzen werden („Freedom Agenda“).

## Einschätzungen zur Ausbreitung und Parallelen
Paul Salem von der Carnegie-Stiftung für internationalen Frieden schätzte die Folgen der Proteste folgendermaßen ein: „Die Ereignisse haben die Psyche der arabischen Völker und die Machtbalance in der Region verändert. Die internationale Gemeinschaft muss erkennen, dass sie sich mit fragwürdigen Regimen eingelassen hat und dass es sich nicht um einen islamistischen Aufstand handelt, sondern um demokratischen Protest.“ Natürlich würden in jedem arabischen Land spezielle Bedingungen herrschen, „aber jetzt stehen alle vor sehr ähnlichen Herausforderungen.“ Seiner Meinung nach treffe das auch für die Golfstaaten zu, in denen ebenfalls Monarchien an der Macht sind: „Die ölreichen Länder kennen nicht Arbeitslosigkeit und Armut wie Tunesien, Ägypten, Marokko, Algerien, Syrien, Jordanien und Jemen. Am Golf sind politische Reformen zu erwarten, mehr Machtbeteiligung. Kuwait ist da relativ offen, wird eher Zugeständnisse machen.“ Bahrain sei ein spezieller Fall: „Da geht es mehr um den Ausgleich konfessioneller Unterschiede. Das läuft weniger auf Revolte als auf Reform hinaus.“
Mit der in Jordanien tätigen politischen Publizistin Lamis Andoni stimmt er überein, dass ohne die flächendeckende Berichterstattung bei Al Jazeera oder al-Arabiya die derzeitigen Umwälzungen kaum vorstellbar wären. Andoni sagte: „Die Satellitenkanäle beteiligen alle an den Ereignissen. Die Leute haben die tunesische und ägyptische Revolution verfolgt und hatten das Gefühl, selbst dabei zu sein. Sie haben praktisch an der Seite von Tunesiern und Ägyptern gekämpft. Sie teilen Freude und Angst, und so wurde ihr Erfolg zum Sieg für alle Araber.“
Der Orientalist Hans-Peter Raddatz meldete in einem Radio-Interview mit dem Deutschlandfunk insbesondere in Bezug auf Ägypten Zweifel an, ob als Resultat dieser Revolutionen tatsächlich Demokratien entstünden. Er sagte, eine Demokratie könne nicht auf dem Reißbrett skizziert werden und fügte hinzu, der Islam sei ohne Säkularisierung nicht mit der Demokratie westlicher Prägung kompatibel, wobei Raddatz die Wahrscheinlichkeit einer solchen Säkularisierung bezweifelt. Hingegen spricht Kenan Engin in Anlehnung an Samuel P. Huntingtons Demokratisierungstheorie von einer fünften Welle der Demokratisierung und beruft sich dabei auf Parallelen zur dritten Demokratisierungswelle in Lateinamerika während der 1970er- und 1980er-Jahre.
Der deutsche Journalist Adrian Lobe stellte in einem Gastbeitrag für die Neue Zürcher Zeitung die These auf, dass die Aufstände in Nordafrika und im Nahen Osten keine Demokratiebewegung darstellten, sondern „Wohlstandsrevolten“. Als Beleg führte er die Situation in Saudi-Arabien an, wo das Regime die Bevölkerung mit großzügigen Geschenken ruhig stellt und sich bislang kein Protest regte. Daraus leitet Lobe ab, dass bei den Unruhen materielle Faktoren wie Bildung, Arbeit und Wohlstand im Vordergrund standen.
Fareed Zakaria, Publizist und ehemaliger Herausgeber des Magazins Newsweek, vertritt einen ähnlichen modernisierungstheoretischen Ansatz. Er argumentiert, dass es für das Durchlaufen einer Revolution eine sozioökonomische Schwelle überschritten werden muss. Diese setzt Zakaria bei einem Pro-Kopf-Einkommen von rund 8000 US-Dollar an. Staaten wie Marokko, in denen dieses Niveau nicht erreicht wird, hätten demzufolge geringere Chancen auf einen gesellschaftlichen Umbruch als wohlhabendere Länder.
US-Präsident Barack Obama hielt im Mai 2011 eine Grundsatzrede, in der er die Revolutionen des „Arabischen Frühlings“ als historische Gelegenheit für die USA bezeichnete: „Wir haben die Chance zu zeigen, dass Amerika die Würde eines Straßenverkäufers in Tunesien höher achtet als die rohe Macht des Diktators.“ Obama zog eine Parallele zwischen den arabischen Aufständen und der Geburt der USA im Kampf gegen die britische Herrschaft. Amerika könne daher nicht anders als sich auf die Seite der arabischen Völker zu stellen.
Im Verlaufe des Jahres 2013 wurden Medienberichte häufiger, die die Arabischen Revolutionen für gescheitert erklären und einen „Arabischen Winter“ proklamieren. Solchen Tendenzen widerspricht die Ethnologin Ingrid Thurner und verlangt, man müsse den Ländern und ihren Bewohnern Zeit einräumen und sie bei ihrem Kampf um Demokratie unterstützen.
Der Konfliktforscher Adham Hamed kritisiert wiederum den Begriff „Arabischer Frühling“ als irreführend, da dieser suggeriere, dass darauf infolge einer linearen Entwicklung ein „Arabischer Sommer“ folge. Vielmehr handle es sich um eine Dynamik, bei welcher es Fort- und Rückschritte gebe: Während sich in Tunesien mittlerweile eine einigermaßen stabile Demokratie etabliert habe, gibt es demnach Staaten wie Ägypten, welche noch autoritärer als vor zehn Jahren geworden sind. Da die Demonstrationen von 2011 jedoch einer ganzen Generation gezeigt haben, dass sie mit Protest etwas verändern können, könne von einem positiven nachhaltigen Effekt der Protestwelle ausgegangen werden.
Die Doku Was bleibt von der „Arabellion“? des ZDF-Auslandsjournals vom Mai 2021 chronologisiert die Ereignisse des Arabischen Frühlings. In der Dokumentation wird auch eine Bestandsaufnahme zehn Jahre nach den Aufständen des Arabischen Frühlings vorgenommen: „Der Arabische Frühling hat die Länder Nordafrikas und des Nahen Ostens für immer verändert. Die Menschen haben erfahren, dass Herrscher gestürzt werden können. Viele haben das Chaos der Revolutionen mit ihrem Leben bezahlt und trotzdem kämpfen andere weiter dafür in einer gerechteren Welt zu leben. Der Arabische Frühling mag vorbei sein, aber sein Erbe lebt weiter.“

### Artikel und Studien
- Sigrid Faath: Nach dem Arabischen Frühling. Sicherheitspolitische Implikationen für Nahost und Europa. (PDF; 301 kB; 11 S.) Reader Sicherheitspolitik, Bundeswehr April 2012. – (Artikel online).
- Leopold von Carlowitz, Stefanie Kirschweng: ZIF Conference Report – Islamic Law, The Rule of Law, and International Peace Operations. (PDF; 893 kB; 8 S.) Zentrum für Internationale Friedenseinsätze (ZIF), Berlin 2012.
- Stephan Rosiny: Ein Jahr „Arabischer Frühling“: Auslöser, Dynamiken und Perspektiven. (PDF) In: Focus Nahost, 2011/12, Leibniz-Institut für Globale und Regionale Studien Hamburg.
- Interpreting the Arab Spring. Eight Annual Raymond Aron Lecture. (PDF; 135 kB; 40 S.) Olivier Roy (Speaker), Thomas L. Friedman (Discussant). The Brookings Institution, Alexandria VA 13. Dezember 2011 (= Anderson Court Reporting). – Vgl. Raymond Aron.
- Jason Brownlee: The Transnational Challenge to Arab Freedom. (PDF; 118 kB; 7 S.) In: Current History, November 2011, S. 317–323, Philadelphia. – Die in Europa weniger bekannte und zitierte Zeitschrift Current History, ins Leben gerufen durch die New York Times 1914 zur detaillierten Berichterstattung über den „Großen Krieg“, ist das älteste Periodikum der USA, das sich ausschließlich zeitgeschichtlichen und aktuellen Weltereignissen widmet.
- Pyotr Stegniy: A Greater Middle East Spring? Or War? – Implications of “Security through Democracy” Policies. Russia in Global Affairs, 25. März 2012. – Eine Analyse der Lage aus russischer Sicht. Die Zeitschrift Russia in Global Affairs gilt als Pendant zur US-amerikanischen Publikation Foreign Affairs. Pyotr Stegniy (dt. Transliteration: Pjotr Stegnij) ist russischer Botschafter in Israel.
- Margarete Klein: Russland und der arabische Frühling: Außen- und innenpolitische Herausforderungen. (PDF; 121 kB; 8 S.) SWP Berlin, Januar 2012.
- Laleh Khalili, Jillian Schwedler, William Zartman, Gamal Eid: Revolution in the Arab World: The Long View. (Memento vom 24. Juni 2013 im Internet Archive) (Reihe: CCAS Occasional Papers). Washington, D.C.: Georgetown University, Edmund A. Walsh School of Foreign Service, Center for Contemporary Arab Studies, Oktober 2011.
- Aigerim Zikibayeva (Hrsg.), Serge Korepin und Shalini Sharan (Autoren): What Does the Arab Spring Mean for Russia, Central Asia, and the Caucasus?; PDF; 533 kB; 20 S. (= CSIS Russia and Eurasia Program). Washington, D.C.: Center for Strategic and International Studies (CSIS), September 2011.
- Florence Gaub: Neues Arabien? Machtverschiebungen und geostrategische Auswirkungen. (PDF; 74 kB) Rom: NATO Defence College, März 2012. (Thesenpapier zu den Bensberger Gesprächen der BPB)
- Richard Youngs: The EU and the Arab spring: from munificence to geo-strategy. (PDF; 212 kB; 6 S.) Madrid: FRIDE Policy Brief Nr. 100, Oktober 2011. ISSN 1989-2667 Richard Youngs ist Generaldirektor des europäischen Think Tanks FRIDE.
- Raffaele Borreca: Iran and the Arab Spring. (PDF; 973 kB; 6 S.) In: Middle East Flashpoint, 13/2011, University of Peloponnese, Korinth, Centre for Mediterranean, Middle East & Islamic Studies
- Ankara nutzt die Gunst der Stunde. (PDF; 1,3 MB; 1 S.) Interview mit Michael Meier, Friedrich-Ebert-Stiftung. Landeszeitung, 23. September 2011.
- Arabischer Frühling: Türkei geht als Sieger hervor. In: Deutsch-türkische Nachrichten, Onlineausgabe vom 7. Januar 2012, aktualisiert am 8. Januar 2012.
- Aschot Manutscharjan: Das Gespenst des iranischen Weges. Zu den Wechselwirkungen zwischen Arabischem Frühling und persischem Machtgefüge. (PDF; 126 kB; 5 S.) In: Die Politische Meinung Nr. 508, März 2012, S. 18–22, Konrad-Adenauer-Stiftung, Sankt Augustin.
- Katajun Amirpur: Islam und Demokratie: Die Geschichte einer Aneignung. In: Blätter für deutsche und internationale Politik, November 2011. Auch als PDF zum Download, 9 S., 153 kB.
- Karin Kindermann: Kun ma’a al-Thaura oder mein “Arabischer Frühling” in Ägypten. (PDF; 2,1 MB) Heinrich-Barth-Gesellschaft: HB-Kurier, 2011. Sehr persönliche Reportage der Autorin über den Beginn der Revolution in Ägypten.
- The Arab Spring One Year on: What Next? Infos und Artikelverzeichnis zum Workshop von The Europaeum an der Pariser Sorbonne vom 22.–23. März 2012.
- S. Rosiny, T. Richter: Der Arabische Frühling: Missverständnisse und Perspektiven. GIGA Focus Middle East, No. 4/2016

Zur Rolle der Neuen Medien für den Wandel in der arabischen Welt:
- Echo Keif: We Are All Khaled Said: Revolution and the Role of Social Media. (Memento vom 2. Juni 2012 im Internet Archive; PDF; 2,0 MB 75 S.) George Mason University, Fairfax VA 2011.
- Anja Türkan: Digital Diplomacy – Der Wandel der Außenpolitik im digitalen Zeitalter. (PDF; 1,1 MB; 20 S.) Institut für Auslandsbeziehungen e. V., Stuttgart 2012 (Reihe: ifa-Edition Kultur und Außenpolitik.).
- Annabelle Sreberny: New Media and the Middle East: Thinking Allowed. (Memento vom 24. Juli 2012 im Internet Archive; PDF; 766 kB; 4 S.) In: International Institute Journal, University of Michigan, Frühjahr 2012. (Annabelle Sreberny, Professorin am Centre for Media and Film Studies und Vorsitzende des Centre for Iranian Studies an der School of Oriental and African Studies in London, ist Präsidentin der International Association for Media and Communication Research).
- Anita Breuer (Deutsches Institut für Entwicklungspolitik, Bonn, o. D.): Revolution mit Twitter, Facebook und Co.: Die Bedeutung digitaler Vernetzung für die Demokratiebewegung in Nordafrika. (PDF; 2 S., 83 kB)
- Katharina Milz: Die Bedeutung Sozialer Netzwerke in der arabischen Welt. (PDF; 469 kB; 4 S.) Konrad-Adenauer-Stiftung, Länderbericht Regionalprogramm Golfstaaten, 6. Juli 2011.
- Asiem El Difraoui mit Leoni Abel: Revolution ohne Revolutionäre? Betrachtungen zur Rolle der neuen Medien im »Arabischen Frühling«. (PDF; 636 kB; 14 S.) Beitrag zum Projekt »Jihadismus im Internet: Die Internationalisierung von Gewaltdiskussionen im World Wide Web«. Militärgeschichtliches Forschungsamt, Potsdam 2011.
- Markus Sabadello: The Role of New Media for the Democratization Processes in the Arab World. (PDF; 109 kB; 16 S.) Project Danube: Oktober 2011. (mit ausführlicher Bibliographie).
- Alex Comninos: Twitter revolutions and cyber crackdowns. User-generated content and social networking in the Arab spring and beyond. (PDF; 206 kB; 18 S.) Association for Progressive Communications (APC), Juni 2011.
- Andreas Noll: Revolution online: Das Internet und der Umbruch in der arabischen Welt. Deutschlandfunk: Hintergrund, 23. Juni 2011. (Manuskript).

Zur historischen Einordnung:
- The Domino Revolutions: 1848, 1989, 2011. History Workshop Online, Januar 2012.
- Norbert Lammert: Am Grundstein der Demokratie. (PDF; 73 kB; 4 S.) In: Frankfurter Allgemeine Sonntagszeitung Nr. 9, S. 11, 4. März 2012.
- Tariq Ali: Der große Knall. Onlineausgabe des Freitag, 8. September 2011.
- Demokratisierung in der arabischen Welt: Von Transformationserfahrungen in anderen Regionen lernen. (PDF; 33 KB) Bertelsmann Stiftung, 2011, abgerufen am 29. Mai 2019.
- 10 Myths About the Arab Spring. (Memento vom 15. Juli 2012 im Internet Archive; PDF; 6,6 MB; 64 S.) In: The Majalla Nr. 1567, Oktober 2011. – Al Majalla, dt. Transliteration: El-Madschalla. (المجلة, „Das Magazin“), hrsg. von der Saudi Research Publishing Company, erscheint seit 1980 in London (seit 2009 nur noch als Online-Publikation) und bezeichnet sich selbst als „the leading political affairs magazine in the Arab world“ (vgl. Al Majalla: The leading Arab magazine?)
- Marc F. Plattner, Lucan Way et al.: Comparing the Arab Revolts. (PDF; 615 kB; 12 S.) National Endowment for Democracy and The Johns Hopkins University Press: Journal of Democracy, Jg. 22, Nr. 4, Oktober 2011.
- Jean-Marie Guéhenno: The Arab Spring Is 2011, Not 1989. In: The New York Times, 21. April 2011. Jean-Marie Guéhenno, ehemaliger hochrangiger Beamter der Vereinten Nationen für friedenserhaltende Missionen, ist Professor am Saltzman Institute der Columbia University und Mitarbeiter der Brookings Institution. – hdcentre.org (PDF).
- Kristian Coates Ulrichsen, David Held: The Arab 1989 revisited. openDemocracy, 27. September 2011.

### Multimedia
- Pressefreiheit in arabischen Ländern auf tönernen Füßen. ARD-Korrespondenten in Kairo und Rabat berichten über Arbeitsbedingungen von Journalisten. Deutschlandradio Kultur, Sendung: Radiofeuilleton, 3. Mai 2012.
- Brzezinski: U.S. Should Work With Russia, Turkey to Solve Global Problems. PBS Newshour, 8. Februar 2012. Video, MP3 und Transkript des Interviews mit Zbigniew Brzeziński, dem Berater für nationale Sicherheit unter US-Präsident Jimmy Carter – vgl. Literatur: Artikel.
- Die arabische Welt in Aufruhr. Plattform mit dem Crossmedia-Projekt „Generation Revolution“ von Arte
- How the Arab spring engulfed the Middle East – and changed the world. The Guardian, 25. Januar 2021